# إسحاق ستيرن
إسحاق ستيرن (بالعبرية: יצחק שטרן‏) هو محاسب بولندي وإسرائيلي، ولد في 25 يناير 1901 في كراكوف في بولندا، وتوفي في 1969 في إسرائيل.